# フウラン
フウラン（風蘭、富貴蘭、学名：Vanda falcata（旧属名：Neofinetia falcata））は、日本原産のラン科植物のひとつで、着生植物である。
※2013年の属名変更に伴い、Neofinetia属からVanda属に変更された。

## 特徴
花が美しく、香りもよく、観賞用に栽培される。また、園芸品種もある。温暖地では、庭の樹木にそのまま着生させて特に世話をする必要もない。野生では絶滅危惧II類 (VU)（環境省レッドリスト）。
茎は短く直立し、隙間なく葉をつける。葉は細くて硬く、先端がとがっている。断面が三角になるほど分厚く、上面の中央には主脈に沿って溝がある。葉の基部は茎を抱く形になり、茎より少し上に関節があって、古い葉は基部を茎に残して脱落する。したがって、古い茎は葉鞘に包まれた状態になる。根は茎ほどに太く、葉鞘を突き破って出てくる。表面は白く、先端だけが生っぽい色になる。根元の茎から新芽を出して、次第に株立ちとなり、人間の頭ほどの群落が作られる場合もある。
ただし、成長はなかなかに遅い。年間に生じる葉は一本の茎について2-3枚程度。個々の葉は数年の寿命がある。
初夏に花を咲かせる。花は特に夜間に香り立つよい匂いがする。花茎は、茎の基部の方の葉の間から出てそれぞれに3-5個の花が出る。花茎からはさらに長い子房がのび、花はその先につくので、葉よりもかなり上の方で花が咲く。花は純白か、わずかに赤紫を帯びるのが普通。五弁はやや細目の倒卵形で、反り返る。唇弁は前に突き出し、少し三つに割れる。花の下には距があるが、非常に長く、下に向かって垂れながら曲がって、最後は前を向く。一つの株では、往々にして、ほとんどの花が同じ方向を向いて咲くので、非常に印象的である。

## 分布
本州中部以南から琉球列島にわたる地域に生育する。国外では朝鮮と中国から知られる。

## 分類
この種は古くはアングレカム属に含めたこともあるが、現在では本種のみでフウラン属をたてる。
ただし近年の分類体系の見直しでヒスイラン属 Vanda に含める説が出ている。

## 利用
シノブ玉や庭木につけるなどの形で、観賞用に栽培される。また、江戸時代より、葉変わりや斑入りのものを選別・命名して栽培することが行われてきた。現在も多くの品種があり、それらを富貴蘭と呼んで、東洋ランの一つとされる。
また、近縁の別属との間に属間交配品種も作られている。近縁の単茎性の洋ラン（バンダなど）に、耐寒性を与えるために交配親として使われることも多く、それらは洋ランの範疇になる。ただし、フウランのような庭に香り立つ芳香を持つとは言い難い、以下のようなものが知られる。
- x Renanetia レナネティア属：フウラン属とジンヤクラン属 Renamthera
- x Ascofinetia アスコフィネティア属：フウラン属とアスコケントルム属 Ascocentrum
- x Neostylis ネオスティリス属：フウラン属とリンコスティリス属 Rhynchostylis
- x Nakamotoara ナカモトアラ属：アスコケントルム属、フウラン属とヒスイラン属の3属間交配